# Drakesboro (Kentucky)
Drakesboro es una ciudad ubicada en el condado de Muhlenberg en el estado estadounidense de Kentucky. En el Censo de 2010 tenía una población de 515 habitantes y una densidad poblacional de 353,81 personas por km².

## Geografía
Drakesboro se encuentra ubicada en las coordenadas 37°13′2″N 87°3′00″O / 37.21722, -87.05000. Según la Oficina del Censo de los Estados Unidos, Drakesboro tiene una superficie total de 1.46 km², de la cual 1.43 km² corresponden a tierra firme y (1.78%) 0.03 km² es agua.

## Demografía
Según el censo de 2010, había 515 personas residiendo en Drakesboro. La densidad de población era de 353,81 hab./km². De los 515 habitantes, Drakesboro estaba compuesto por el 90.68% blancos, el 8.93% eran afroamericanos, el 0% eran amerindios, el 0% eran asiáticos, el 0% eran isleños del Pacífico, el 0% eran de otras razas y el 0.39% pertenecían a dos o más razas. Del total de la población el 0.97% eran hispanos o latinos de cualquier raza.